# Lenguas dullay
Las lenguas duallay constituyen un subgrupo del grupo cushítico de las lenguas afroasiáticas habladas en Etiopía. El subgrupo dullay es un continuo geolectal formado por las variedades de gawwada y tsamai. Blench (2006) considera la mayor parte del bussa entre las lenguas konsoides, y distingue numerosas variedades de gawwada como lenguas diferentes.
Gawwada, Tsamai, Dihina, Dobase (Lohu, Mashole), Gaba (?), Gergere, Gollango, Gorrose, Harso.
El término dullay proviene de los grupos hablantes de variedades dullay que viven en la cuenca del río Weito. Otros términos usados para estas lenguas que aparecen en la literatura son werizoide (a partir del antiguo nombre de la región administrativa habitada por los hablantes de variedades dullay) y qawko (del término para "hombre" en lenguas dullay).

## Comparación léxica
Los numerales para diferentes lenguas dullay son:
| GLOSA | Bussa                 | Gawwada | Tsamai | PROTO- DULLAY |
| ----- | --------------------- | ------- | ------ | ------------- |
| 1     | tóʔo                  | tóʔon   | doːkːo | *tokko        |
| 2     | lakki, lam(m)e, lamay | lákke   | laːkːi | *lakki        |
| 3     | ezzaħ, siséħ          | ízzaħ   | zeːħ   | *izzaħ        |
| 4     | salaħ                 | sálaħ   | salaħ  | *salaħ        |
| 5     | xúpin                 | xúpin   | χobin  | *χubin        |
| 6     | cappi                 | tappi   | tabːen | *tappi        |
| 7     | caħħan                | táʔan   | taħːan | *taħħan       |
| 8     | sásse, sésse          | sétten  | sezːen | *seccen       |
| 9     | kollan                | kóllan  | golːan | *gollan       |
| 10    | húddʼan               | ħúɗɗan  | kuŋko  | *k1uɗɗan      |